# Borów
Borów (in tedesco Markt Bohrau) è un comune rurale polacco del distretto di Strzelin, nel voivodato della Bassa Slesia.
Ricopre una superficie di 98,66 km² e nel 2004 contava 5 267 abitanti.